# Espace analytique
Pour les articles homonymes, voir Analytique.
Espace analytique est une société psychanalytique française, fondée par Maud Mannoni le 16 octobre 1994.

## Histoire
À la suite de la dissolution de l'École freudienne de Paris, en 1980, Maud Mannoni participe à la fondation en 1982, avec son mari Octave Mannoni et Patrick Guyomard, du Centre de formation et de recherches psychanalytiques (CFRP). Après une crise interne au mouvement, elle demande en 1994 la dissolution du CFRP et elle fonde, le 16 octobre 1994, une nouvelle société, Espace analytique, qu'elle préside jusqu'à sa mort, en 1998. En 1994, Patrick Guyomard fonde de son côté la Société de psychanalyse freudienne (SPF).
Dans le texte de fondation, Maud Mannoni souligne que, par son sous-titre, cette « Association de formation psychanalytique et de recherches freudiennes » se situe dans le prolongement du Centre freudien de formation et de recherches psychanalytiques. Elle souligne que « c’est la pluralité des discours et des échanges cliniques qui peut maintenir un lieu à vocation de formation et de recherches ».
Espace Analytique accueille des psychanalystes de différentes orientations de pensée. L'association offre des formations de psychanalystes, des lieux de stages cliniques, des séminaires de recherche.

## Figures de la psychanalyse
La revue Figures de la psychanalyse, créée par Joël Dor sous le titre Logos Ananké et dirigée par lui jusqu'à sa mort, est une revue semestrielle à comité de lecture publiée sous la responsabilité de l'association, aux éditions Érès et en ligne sur le portail Cairn,,,.

## Personnalités en lien avec l'association
- Paul-Laurent Assoun
- Raja Ben Slama
- Danièle Brun
- Joël Dor
- Olivier Douville
- Ignacio Gárate Martínez
- Roland Gori
- Max Kohn
- Maud Mannoni
- Jean-Jacques Rassial
- Jacques Sédat
- Alain Vanier